# Paperboys
Paperboys er en norsk hiphop-gruppe, der består af Vinni Vagabond, DJ PopeDawg & Anders Møller. 
Gruppen blev oprindelig startet af Sauvik og rapperen Jarle «J.J.» Hollerud. De to mødte hianden i 1989 i Tanzania hvor forældrene drev hjælpearbejde og samarbejdede i ulige hiphopprosjekter både der og efterhånden hjemme i Oslo, blandt andet grupperne Mindstate og Risin Sons. 
Paperboys udsendte i 2005-albummet When Worlds Collide, som har vundet en norsk Spellemann’s Pris (norsk pendant til en DMA-pris red.)
I 2009 udkom opfølgeren til det anmelderroste debutalbum. 
Paperboys har solgt i alt ca. 100.000 albums og betragtes som de regerende hiphop-mestre i Norge med tre Spellemann’s Priser og 12 VG-hits.

## Diskografi
- No Cure For Life (Bonnier Amigo, 2002)
- The Great Escape (Bonnier Amigo, 2003)
- When Worlds Collide (Bonnier Amigo, 2005)
- So Far – So Good (Bonnier Amigo, 2006)
- The Oslo Agreement (Bonnier Amigo, 2009)